# 谷明
谷 明（たに あきら、1971年 - ）は、日本のモデラー（原型師）。株式会社OZ所属。『ファイブスター物語』に登場する巨大ロボット「モーターヘッド（MH）」造形や戦車食玩「ワールドタンクミュージアム（WTM）」の原型製作で知られる。その精密極まりないメカ造形から「天才・谷明」と呼ばれる事が多い。新潟県出身・在住。
元々は一アマチュアモデラーとしてMH造形を行っていたが、ワンダーフェスティバルにて原作者・永野護本人に見出されてガレージキットメーカー海洋堂に入社、同社のMHガレージキットやアクションフィギュアの原型を手掛けた。その造形は「谷はファイブスター物語の舞台であるジョーカー太陽星団の住人であり、時々この世界に立ち寄るだけ」と言われる程であった。
その後、海洋堂と永野との関係が破綻。同社からMH商品の発売が不可能になると、谷の原型で世界の戦車を1/144スケールで立体化するWTMをスタート。それまでタミヤのミリタリーミニチュアシリーズなど1/35スケール主流であった戦車模型の世界にミニスケールブームを巻き起こした。他にマシーネンクリーガーの1/35インジェクションキットの原型などを担当した。2021年には海洋堂の全社デジタル化の方針に伴いデジタル造形に移行した。
2022年に海洋堂を退職してOZに移籍、谷の初のゴティックメード（GTM）造形となるアワートレジャー製ガレージキット『ツァラトウストラ・アプターブリンガー』の原型を担当した。